# Франсоа Базан
Франсоа Ашил Базан (Версај, 13. фебруар 1811 — Мадрид, 28. септембар 1888) је био маршал Француске.

## Биографија
Ступио је у војску 1831. године као обичан војник и брзо је узнапредовао. У Кримском рату командује бригадом и дивизијом. Учествује у Другом рату за ослобођење Италије, посебно се истакавши у бици код Солферина. Командант је дивизије 1863. године у француском походу на Мексико. Добио је прву команду у Француско-пруском рату над 3. корпусом, а затим су му потчињени 2, 4. и Гардијски корпус док му цар Наполеон није предао врховну команду (12. август 1870. године). Немци су га поразили код Гравелота. Блокиран у Мецу, остао је два месеца неактиван након чега је капитулирао 27. октобра 1870. године не покушавши да се пробије из опседнуте тврђаве. Стављен је на војни суд и осуђен на губитак чина и смрт, али му је казна претворена у доживотну робију. Заточен је на острво Сент Маргерит, али је побегао 1874. године. 